# Jordi Alba
Jordi Alba Ramos (ur. 21 marca 1989 w L’Hospitalet de Llobregat) – hiszpański piłkarz, występujący na pozycji obrońcy w amerykańskim klubie Inter Miami CF, były obrońca reprezentacji Hiszpanii. Złoty medalista Mistrzostw Europy 2012.

## Kariera klubowa
Jordi Alba jest wychowankiem FC Barcelony. Występował również w takich klubach jak UE Cornellà i CD Mestalla. W 2007 został piłkarzem Valencii CF. W 2008 został wypożyczony do Gimnàsticu Tarragona. Po sezonie 2008/2009 powrócił do Valencii. W Primera División zadebiutował 13 września 2009 w wygranym meczu z Realem Valladolid. 11 kwietnia 2010, w meczu z RCD Mallorca, zdobył swoją pierwszą bramkę w lidze. 28 czerwca 2012 Valencia doszła do porozumienia z FC Barceloną w sprawie transferu Alby do klubu z Katalonii. Piłkarz podpisał kontrakt na 5 lat, a kwota transferu wyniosła 14 mln euro. W sezonie 2012/13 zdobył z klubem swoje pierwsze mistrzostwo Hiszpanii. W sezonie 2014/2015 wygrał z Barceloną Ligę Mistrzów UEFA, w finale pokonując Juventus 3:1.
Jednym z najczęściej komentowanych elementów gry Alby była jego współpraca z Leo Messim.
W 2023 Jordi Alba podjął decyzję o rozwiązaniu kontraktu z FC Barceloną, mimo że miał on obowiązywać do 30 czerwca 2024. 28 maja 2023 rozegrał ostatni mecz w barwach hiszpańskiego klubu.
20 lipca 2023 podpisał kontrakt z amerykańskim klubem Inter Miami CF. W klubie zadebiutował 3 sierpnia w wygranym 3:1 meczu Leagues Cup z Orlando City. 16 sierpnia strzelił pierwszą bramkę dla Interu, trafiając w meczu półfinału rozgrywek z Philadelphią Union (4:1).

## Kariera reprezentacyjna
W 2009 został powołany na Mistrzostwa Świata U-20 2009 rozgrywane w Egipcie.
11 października 2011 zadebiutował w reprezentacji Hiszpanii w wygranym 3:1 meczu eliminacji do Euro 2012 ze Szkocją.
1 lipca 2012 wygrał wraz z Hiszpanią Euro 2012 rozgrywane na polskich i ukraińskich boiskach, zdobywając bramkę w 41. minucie na 2:0 w finale przeciwko Włochom, w meczu wygranym 4:0.
Powołany do składu reprezentacji Hiszpanii na letnie igrzyska olimpijskie w 2012 w Londynie. 
Karierę reprezentacyjną zakończył w sierpniu 2023.

## Statystyki klubowe
(aktualne na 9 lipca 2023)
| Klub                       | Sezon      | Liga  | Liga | Puchar Króla | Puchar Króla | Europa | Europa | Inne  | Inne | Razem | Razem |
| Klub                       | Sezon      | Mecze | Gole | Mecze        | Gole         | Mecze  | Gole   | Mecze | Gole | Mecze | Gole  |
| -------------------------- | ---------- | ----- | ---- | ------------ | ------------ | ------ | ------ | ----- | ---- | ----- | ----- |
| Valencia CF                | 2008/2009  | 0     | 0    | 0            | 0            | –      | –      | –     | –    | 0     | 0     |
| Gimnàstic Tarragona (wyp.) | 2008/2009  | 35    | 4    | 0            | 0            | –      | –      | –     | –    | 35    | 4     |
| Gimnàstic Tarragona (wyp.) | Razem      | 35    | 4    | 0            | 0            | 0      | 0      | 0     | 0    | 35    | 4     |
| Valencia CF                | 2009/2010  | 15    | 1    | 2            | 0            | 9      | 0      | –     | –    | 26    | 1     |
| Valencia CF                | 2010/2011  | 27    | 2    | 4            | 0            | 3      | 0      | –     | –    | 34    | 2     |
| Valencia CF                | 2011/2012  | 32    | 2    | 8            | 0            | 10     | 1      | –     | –    | 50    | 3     |
| Valencia CF                | Razem      | 74    | 5    | 14           | 0            | 22     | 1      | 0     | 0    | 110   | 6     |
| FC Barcelona               | 2012/2013  | 29    | 2    | 4            | 1            | 9      | 2      | 2     | 0    | 44    | 5     |
| FC Barcelona               | 2013/2014  | 15    | 0    | 5            | 0            | 4      | 0      | 2     | 0    | 26    | 0     |
| FC Barcelona               | 2014/2015  | 27    | 1    | 6            | 1            | 11     | 0      | –     | –    | 44    | 2     |
| FC Barcelona               | 2015/2016  | 31    | 0    | 3            | 1            | 9      | 0      | 2     | 0    | 45    | 1     |
| FC Barcelona               | 2016/2017  | 26    | 1    | 6            | 0            | 6      | 0      | 1     | 0    | 39    | 1     |
| FC Barcelona               | 2017/2018  | 33    | 2    | 5            | 1            | 8      | 0      | 2     | 0    | 48    | 3     |
| FC Barcelona               | 2018/2019  | 36    | 2    | 6            | 0            | 11     | 1      | 1     | 0    | 54    | 3     |
| FC Barcelona               | 2019/2020  | 27    | 2    | 3            | 0            | 5      | 0      | 1     | 0    | 36    | 2     |
| FC Barcelona               | 2020/2021  | 35    | 3    | 5            | 2            | 7      | 0      | 2     | 0    | 49    | 5     |
| FC Barcelona               | 2021/2022  | 30    | 2    | 2            | 0            | 11     | 1      | 1     | 0    | 44    | 3     |
| FC Barcelona               | 2022/2023  | 24    | 2    | 2            | 0            | 3      | 0      | 1     | 0    | 30    | 2     |
| FC Barcelona               | Razem      | 313   | 17   | 47           | 6            | 84     | 4      | 15    | 0    | 459   | 27    |
| W karierze                 | W karierze | 422   | 26   | 62           | 6            | 106    | 5      | 15    | 0    | 604   | 37    |

## Sukcesy

### FC Barcelona
- Mistrzostwo Hiszpanii: 2012/2013, 2014/2015, 2015/2016, 2017/2018, 2018/2019, 2022/2023
- Puchar Króla: 2014/2015, 2015/2016, 2016/2017, 2017/2018, 2020/2021
- Superpuchar Hiszpanii: 2013, 2016, 2018, 2022/2023
- Liga Mistrzów UEFA: 2014/2015
- Klubowe mistrzostwo świata: 2015

### Inter Miami CF
- Leagues Cup: 2023

### Reprezentacyjne
- Mistrzostwo Europy: 2012
- Wicemistrzostwo Pucharu Konfederacji: 2013
- Igrzyska śródziemnomorskie: 2009

### Wyróżnienia
- Drużyna turnieju Mistrzostw Europy: 2012
- Drużyna sezonu Primera División: 2014/2015
- Drużyna sezonu Ligi Mistrzów: 2014/2015